# Human Computation
Human Computation oder human-based computation (übersetzt in etwa: menschenbasierte Informationsverarbeitung) bezeichnet ein Paradigma der Informatik, bei der eine Vielzahl an menschlichen Anwendern Aufgaben lösen, welche maschinell nicht oder nur schwer zu lösen sind. Unter diese Aufgaben fallen viele Sprach- und Bildverarbeitungsprobleme, bei denen künstliche Intelligenz nicht das Leistungsniveau der Menschen erreicht.
Der deutsche Philosoph Rainer Mühlhoff hat den Begriff der „menschengestützten künstlichen Intelligenz“ geprägt, um darauf hinzuweisen, dass viele Deep-Learning-Anwendungen in der künstlichen Intelligenz auf menschlicher Mitarbeit beruhen, da sie fortwährend auf Trainings- und Verifikationsdaten angewiesen sind. Zum Beispiel durch Klickarbeit, Gamification oder Captchas werden Menschen in hybride Computernetzwerke eingebunden, deren Berechnung dann partiell in menschlichen Gehirnen und auf siliziumbasierten Prozessoren ausgeführt werden.